# Jaime Figueroa
Jaime Figueroa (Madrid, 1986) es un ventrílocuo, mago, cómico y actor español. Como mago cómico fue campeón en el Congreso Nacional de Magia de Madrid en 2011, primer premio en la Federación Latina de Sociedades Mágicas, en Montevideo y premio Mandrake D’Or, otorgado de la Academia Francesa de Ilusionistas en 2015.

## Trayectoria
Es licenciado en Bellas Artes y en Comunicación Audiovisual. Desde niño se aficionó a la magia y la construcción de marionetas. Destacó como mago cómico en su veintena, proclamándose ganador de premios en esta categoría en congresos de magos como el Congreso Nacional de Magia de Madrid en 2011 o el congreso iberoamericano de la Federación Latina de Sociedades Mágicas en 2014. Participó en el Festival Internacional de Magia del Teatro Circo Price de Madrid en 2013, además de actuar en otros países como Corea del Sur, China, Suecia, Finlandia o Italia.
A mediados de la segunda década de los dos mil se adentró en la ventriloquía, creando números cortos para galas. En 2017 presentó en el Festival de Teatro Clásico de Almagro, en el Corral de Comedias, un número inspirado en el soliloquio de Hamlet y la calavera Yorick. Su primer espectáculo de larga duración como ventrílocuo fue Hablar entre dientes, estrenado en 2021. Ese mismo año presentó en el Teatro Circo Price la conferencia La historia de los ventrílocuos. En 2023 estrenó en el Teatro Circo Price su segundo espectáculo de larga duración, El ventrílocuo, con música en directo interpretada por Violeta Veinte al violín y Gonzalo García Vaz al piano. La crítica destacó la originalidad y factura de la puesta en escena. El espectáculo fue programado en la vigésima edición de Madferia, feria de artes escénicas de Madrid, en 2024, en Matadero Madrid, y recomendado por la Red de Teatros de España en su sexto cuaderno de espectáculos de circo recomendados. Compaginó las giras de sus espectáculos con la participación en espectáculos colectivos de stand up comedy como La hora y media de El club de la comedia en Teatro Príncipe Gran Vía en 2024.

### Como actor
En 2018 Figueroa participó en la producción El gran despipote, con guion de J.J. Vaquero, dirección artística de Jorge Blass y junto a Ángel Martín y Cristina Medina. En 2020 formó parte de la producción del Teatro Circo Price Mil novecientos setenta sombreros, escrita por Pepe Viyuela y Aránzazu Riosalido y dirigida por Hernán Gené, como ventrílocuo y actor, junto a la trapecista Zenaida Alcalde y la actriz Marta Larralde. En 2022 interpretó a Nerón en el musical El aroma de Roma, escrito por Woody Aragón, Fernando Lancha y Santiago Lancha y dirigido por Aragón, estrenado en el Festival Internacional de Teatro Clásico de Mérida con gira posterior. En 2024 participó como actor y marionetista en el musical Avenue Q en el Teatro Caixabank Príncipe Pío de Madrid.

### Como creador audiovisual
Figueroa dirigió y escribió la serie de animación para internet Porca vida: fábulas para un mundo en crisis en 2012. Dirigió y escribió los cortometrajes Demasiado corazón, protagonizado por María Barranco y Cristina Almeida, en 2015, y Coma y beba, protagonizado por Pepe Viyuela y el mago Kayto, en 2017.

## Reconocimientos
En 2011 fue campeón de la categoría de magia cómica en el Congreso Nacional de Magia de Madrid. Tres años más tarde consiguió el primer premio en el congreso iberoamericano FLASOMA, Federación Latina de Sociedades Mágicas, en Montevideo en la misma especialidad. En 2015 es galardonado con el Mandrake D’Or, otorgado por la Academia Francesa de Ilusionistas, en París.